# کورالی بالمی
کورالی بالمی (به انگلیسی: Coralie Balmy) (زادهٔ ۸ ژوئن ۱۹۸۷) شناگر اهل فرانسه است.